# Villabrázaro
Villabrázaro est une municipalité espagnole de la communauté autonome de Castille-et-León et de la province de Zamora. En 2015, elle compte 238 habitants et 239 au 1er janvier 2022..

## Localisation et climat
Villabrázaro se trouve à l'extrémité ouest du plateau castillan (Meseta Iberica), à une altitude d'environ 715 m sur le Río Órbigo . À la frontière orientale de la commune se trouve la jonction de l'autoroute A-6 et de l'autoroute A-52 . La capitale provinciale, Zamora, se trouve à 57 km au sud.
Le climat continental tempéré est rarement influencé par l'Atlantique.

## Démographie
| Année      | 1970 | 1981 | 1991 | 2001 | 2011 | 2021 | 2022 |
| Population | 461  | 465  | 468  | 364  | 292  | 228  | 239. |